# جان ماکسول
جانیس الین ماکسول (زاده ۲۰ نوامبر ۱۹۵۶ – درگذشته ۱۱ فوریه ۲۰۱۸) یک هنرپیشه تئاتر و تلویزیون آمریکایی بود. او پنج بار نامزد جایزه تونی و دو بار برنده جایزه دراما دسک شد. ماکسول یکی از مشهورترین و تحسین‌شده‌ترین بازیگران زن تئاتر در زمان خود بود.
ماکسول در فارگو، داکوتای شمالی، به‌عنوان پنجمین فرزند از شش فرزند قاضی سابق ناحیه اول، رالف بی. ماکسول و همسرش، الیزابت «لیز» به دنیا آمد. او دوره دبیرستان را در وست فارگو، داکوتای شمالی گذراند و سپس در دانشگاه یوتا و دانشگاه ایالتی مورهد تحصیل کرد.